# Pernik (stacja kolejowa)
Pernik – stacja kolejowa w Perniku, w obwodzie Pernik, w Bułgarii. Znajdują się tu 2 perony.